# Moderní gymnastika na Letních olympijských hrách 1988
Moderní gymnastika na Letních olympijských hrách 1988 byla na programu ve dnech 29. a 30. září. Do bojů o medaile zasáhlo 39 gymnastek z 23 zemí.
Předpokládalo se, že soutěž ovládnou reprezentantky východního bloku. Favoritkou soutěže byla Bianka Panovová, bulharská mistryně světa z roku 1987 a bronzová z roku 1985. Na paty jí měla šlapat týmová kolegyně Adriana Dunavska. Soutěž nakonec jednoznačně ovládla Marina Lobač, Běloruska reprezentující Sovětský svaz. Panova obsadila celkové čtvrté místo.

## Medailistky
| Soutěž        | Zlato                                 | Stříbro                            | Bronz                                       |
| ------------- | ------------------------------------- | ---------------------------------- | ------------------------------------------- |
| jednotlivkyně | Marina Lobačová · Sovětský svaz (URS) | Adriana Dunavska · Bulharsko (BUL) | Olexandra Tymošenková · Sovětský svaz (URS) |